# دی‌متیل‌توبوکورارینیوم کلراید
دی‌متیل‌توبوکورارینیوم کلراید (انگلیسی: Dimethyltubocurarinium chloride) یک آنتاگونیست گیرنده استیل کولین نیکوتین غیر دپلاریز کننده است که به عنوان شل کننده عضلانی به کار میرود.